# Mananchaya Sawangkaew
Mananchaya Sawangkaew (thailändisch มนัญชญา สว่างแก้ว; * 10. Juli 2002) ist eine thailändische Tennisspielerin.

## Karriere
Mananchaya Sawangkaew spielt bislang vorrangig auf der ITF Women’s World Tennis Tour, wo sie bislang drei Titel im Einzel und einen Titel im Doppel erringen konnte.
Sie trat 2018 bei den Juniorinnenwettbewerben der Australian Open, in Wimbledon und der US Open an, schied dort aber bereits in der ersten Runde bzw. im Achtelfinale des Doppels aus. Bei den Asienspielen 2018 erreichte sie im Damendoppel mit ihrer Partnerin Thasaporn Naklo das Achtelfinale.
Bei den Australian Open 2019 erreichte sie im Juniorinneneinzel ebenso wie im Juniorinnendoppel mit ihrer Partnerin Thasaporn Naklo das Viertelfinale.
Auf der WTA Tour debütierte Mananchaya bei den GSB Thailand Open 2020 mit einer Wildcard in der Qualifikation, wo sie allerdings bereits in der ersten Runde der Japanerin Chihiro Muramatsu mit 6:3, 0:6 und 3:6 unterlag. Beim ITF-Turnier Bangalore 2 besiegte sie am 7. März 2023 in der ersten Runde die Japanerin Misaki Doi mit 6-3, 6-3.
2019 debütierte sie in der thailändischen Billie-Jean-King-Cup-Mannschaft,  ihre Billie-Jean-King-Cup-Bilanz weist bislang 2 Siege bei 2 Niederlagen aus.

## Turniersiege

### Einzel
| Nr. | Datum           | Turnier             | Kategorie   | Belag     | Finalgegnerin       | Ergebnis               |
| --- | --------------- | ------------------- | ----------- | --------- | ------------------- | ---------------------- |
| 1.  | 13. Mai 2018    | Hua Hin             | ITF $15.000 | Hartplatz | Bunyawi Thamchaiwat | 1:6, 7:63, 2:1 Aufgabe |
| 2.  | 9. Juli 2023    | Nakhon Si Thammarat | ITF W25     | Hartplatz | Sahaja Yamalapalli  | 6:4, 6:0               |
| 3.  | 14. Januar 2024 | Nonthaburi          | ITF W50     | Hartplatz | Antonia Ružić       | 6:1, 2:6, 6:2          |

### Doppel
| Nr. | Datum         | Turnier             | Kategorie | Belag     | Partnerin       | Finalgegnerinnen                     | Ergebnis |
| --- | ------------- | ------------------- | --------- | --------- | --------------- | ------------------------------------ | -------- |
| 1.  | 6. April 2019 | Scharm asch-Schaich | ITF W15   | Hartplatz | Thasaporn Naklo | Katarína Kužmová Schibek Qulambajewa | 6:3, 7:5 |